# História das representações eróticas

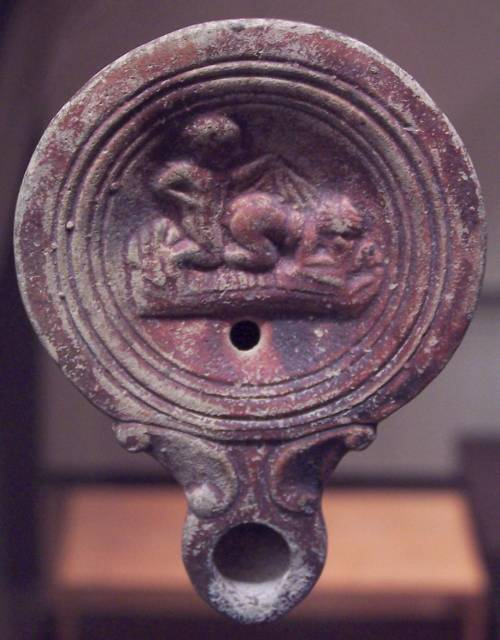
Lâmpada de petróleo romana representando um coitus more ferarum.

As representações eróticas incluem pinturas, esculturas, fotografias, obras dramáticas, composições musicais e literárias que mostram cenas de natureza sexual. Tem sido criadas por quase todas as civilizações, sejam antigas ou modernas. As culturas primitivas associavam com frequência o ato sexual com forças sobrenaturais e, portanto, sua religião estava entrelaçada com estas representações. Em países asiáticos como Índia, Nepal, Sri Lanka, Japão e China, as representações de sexo e arte erótica têm significados espirituais específicos dentro das religiões nativas do hinduísmo, budismo, xintoísmo e taoísmo. Os antigos gregos e romanos produziram muita arte e decoração de natureza erótica, grande parte do mesmo integrado com suas crenças religiosas e práticas culturais.
Em épocas mais recentes, as representações eróticas tem passado de ser um artigo de luxo para uma ferramente de propaganda e mais tarde um produto cotidiano. À medida que as tecnologias de comunicação tem evoluído, cada nova técnica, como a imprensa, a fotografia, o cinema e os computadores, tem sido adaptados para mostrar e distribuir essas representações.

## Atitudes históricas

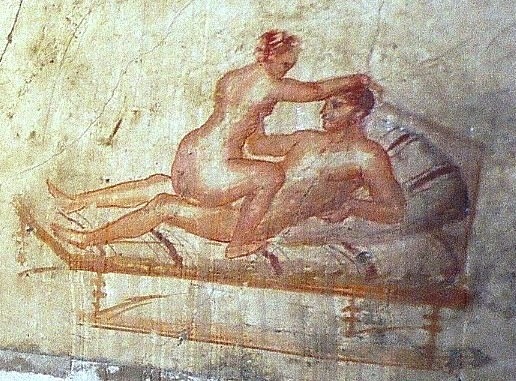
Típica pintura heterossexual romana preservada em Pompeia.

Em tempos primitivos, as representações eróticas eram frequentemente vistas como um subconjunto da arte indígena ou religiosa de cada cultura, e como tais não eram isoladas nem tratadas de forma diferente das demais formas artísticas. O conceito moderno de pornografia não apareceu até a época vitoriana. Sua definição atual foi adicionada na década de 1860, substituindo a anterior que fazia alusão às prostitutas, e foi colocada pela primeira vez em um dicionário médico inglês de 1857, que a definia como "uma descrição das prostitutas ou a prostituição, como questão de higiene pública". Em 1864, a primeira versão da definição moderna havia aparecido no Webster's Dictionary: "ilustração licenciosa usada para decorar as paredes das habitações consagradas às orgias banais, exemplos das quais se viam em Pompeia". Este foi o princípio dos que hoje aludem a imagens explícitas em geral. Ainda alguns atos sexuais estavam regulados ou proibidos por leis, a simples contemplação de objetos ou imagens os representando não estava proibida em nenhum país até 1857. Em alguns casos, a possessão de certos livros, gravados ou coleções de imagens foi proibida, mas a tendência a ditar leis que realmente restringiam a visão de objetos sexualmente explícitos, em geral, foi um conceito vitoriano.
Quando as escavações em grande escala de Pompeia se empreenderam nos anos 1860, grande parte da arte erótica dos romanos foram encontrados, comocionando os vitorianos, que se viam como os herdeiros intelectuais do Império Romano. Eles não sabiam o que fazer com as representações sexualmente explícitas e procuraram escondê-las de todos os que não faziam parte da classe elevada de investigadores clássicos. Os objetos transportáveis foram trancados no Gabinete Secreto do Museu Arqueológico de Nápoles, e os que podiam se mover foram cobertos ou isolados para que não corrompessem a sensibilidade de mulheres, crianças e trabalhadores. As primeiras leis inglesas (e mundiais) criminalizando a pornografia foram promulgadas com a aprovação da Obscene Publications Act, de 1857. Apesar de sua repressão ocasional, as representações de temas eróticos são comuns desde milhares de anos.

## Representações primitivas

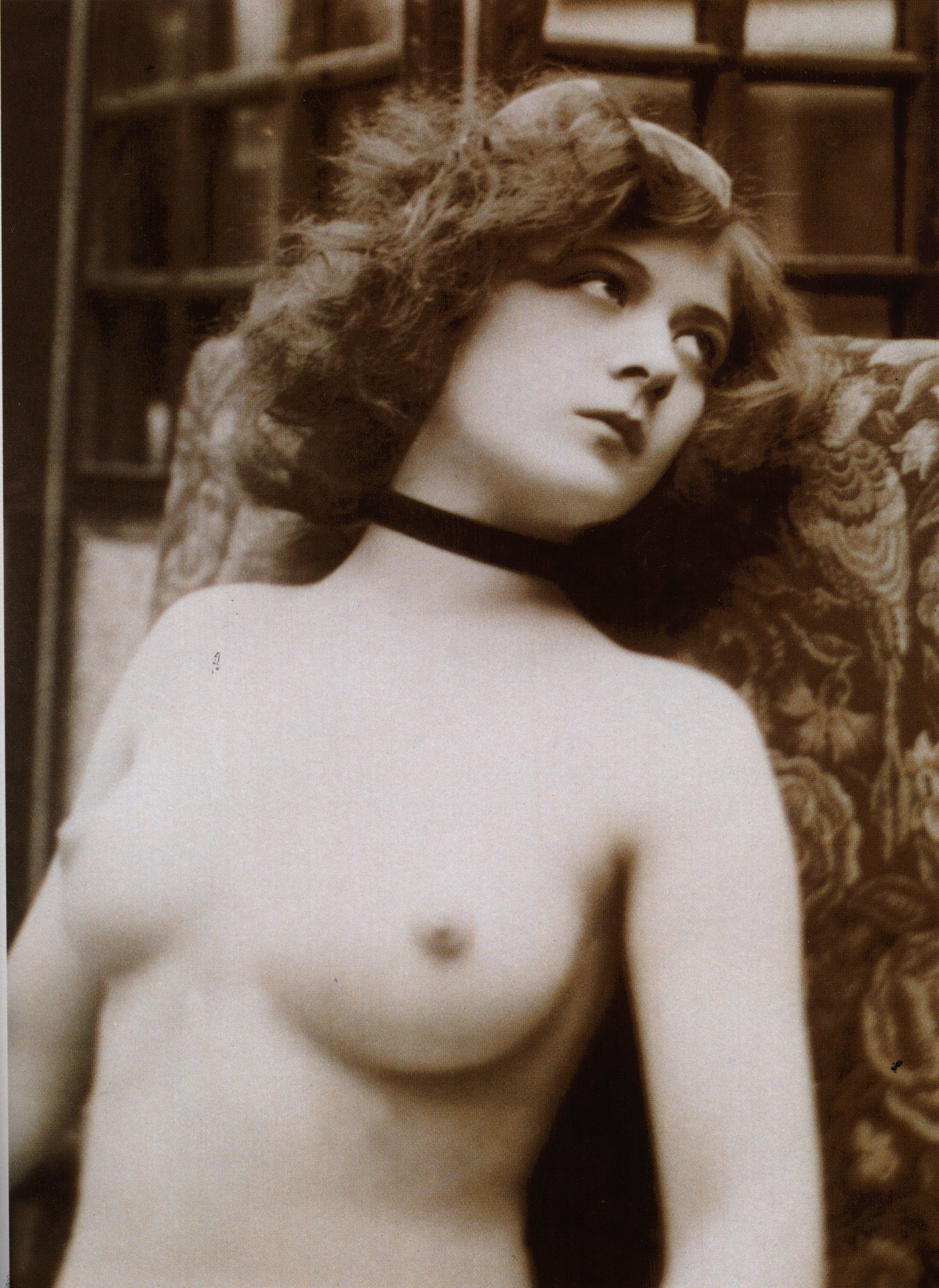
Fotografia de uma jovem nua do século XIX.

Entre os exemplos mais antigos conservados de representações eróticas estão os gravados e pinturas rupestres paleolíticas. Algumas das imagens mais comuns são de animais, cenas de caça e genitais humanos (como símbolos de fertilidade). Os seres humanos nus com características sexuais exageradas aparecem em algumas pinturas e objetos da Era Paleolítica (como Venus paleolísticas). A arte rupestre, descoberta por Creswell Craggs, incluem alguns símbolos que podem ser versões estilizadas de genitais femininos. Entretanto, não há indícios de que se fizeram para estimulação erótica, porque é muito mais provável que se trate de objetos usados em rituais religiosos. Arqueólogos alemães informaram em abril de 2005 que haviam encontrado uma cena de 7200 anos de antiguidade representando uma figura masculina inclinada sobre outra feminina em uma forma sugestiva do ato sexual. A figura masculina foi batizada de Adonis de Zschernitz. Todavia, não é seguro que o propósito destes artefatos foram a excitação sexual individual, mas as imagens podem ter uma importância espiritual e estado provavelmente relacionadas com rituais de fertilidade.
Os antigos gregos costumavam pintar cenas sexuais em sua cerâmica, sendo muitas delas famosas por supor que sejam algumas das representações mais antigas de relações homossexuais e pederastia. A arte grega retratava atividades sexuais, mas é impossível distinguir quais eram ilegais ou imorais para eles, devido a que os antigos gregos não constavam com o conceito de pornografia. Sua arte simplesmente refletia cenas da vida diária, algumas mais sexuais que outras. Podem se ver falos esculpidos em lugares de culto, tais como o templo de Dionísio em Delos, enquanto um objeto doméstico do cotidiano ocupava o mesmo local. O ideal masculino grego estabelecia um pênis pequeno, estética que mais tarde foi adotada pelos romanos. Os gregos também criaram o primeiro exemplo famoso de lesbianismo no Ocidente, com Himno a Afrodita de Safo.